# Tilidină
Tilidina aparține de grupa opioidelor analgezice sintetice. Se poate găsi sub forma comercială Valoron® N care face parte din categoria opioidelor antagoniste ca și naloxona.